# El Atazardam

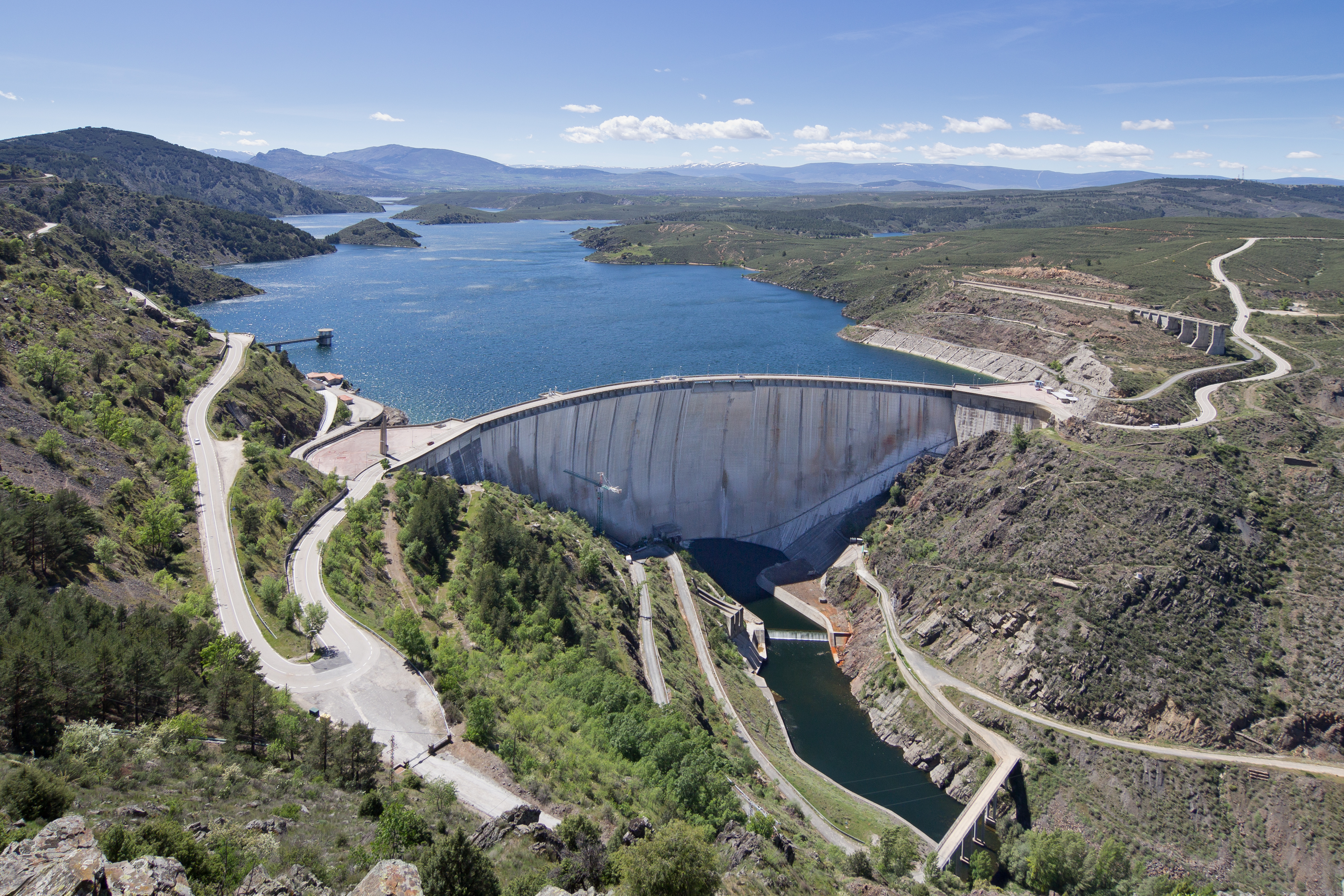
El Atazar Dam

De El Atazardam is een boogdam in de buurt van Madrid, Spanje in de Lozoya, dicht bij het punt waar deze samenkomt met de Jarama. Het is de oudste dam van dit type in de wereld. Het gebogen ontwerp van de dam is ideaal voor de smalle kloof waarin het gebouwd is om water op te vangen in het stuwmeer. Boogdammen zijn dun en hebben minder materiaal nodig dan andere typen dammen.
Toen de dam werd gepland is het besluit genomen deze enkel te benutten om water op te slaan en te reguleren, niet om er energie mee op te wekken. De bouw is gestart in 1968 en hij werd in 1972 opgeleverd.

## Ontwerp
De dam is 134 m hoog en 52,3 m breed bij de fundering. De capaciteit van het stuwmeer is 424.000.000 m³. De dam is een zogenaamde dubbele gekromde betonnen boog met steunbeerontwerp.

## Problemen
Na inspectie van de dam kwam abnormale beweging aan het licht. Hoewel dammen normaal gesproken bewegen, bewoog de linkerzijde meer dan de rechterzijde omdat een steun aan de rechterzijde de dam daar minder flexibel maakte. In 1977 werd er een breuk ontdekt in de dam. In 1979 was deze gegroeid tot ongeveer 46 meter en werd gerepareerd. Inspectie in 1983 bracht aan het licht dat door de zetting van de fundamenten en de beweging van de dam de rots was gaan scheuren wat resulteerde in een significante toename van de permeabiliteit van de fundering. Deze scheur werd behandeld en sindsdien zijn de problemen verminderd.

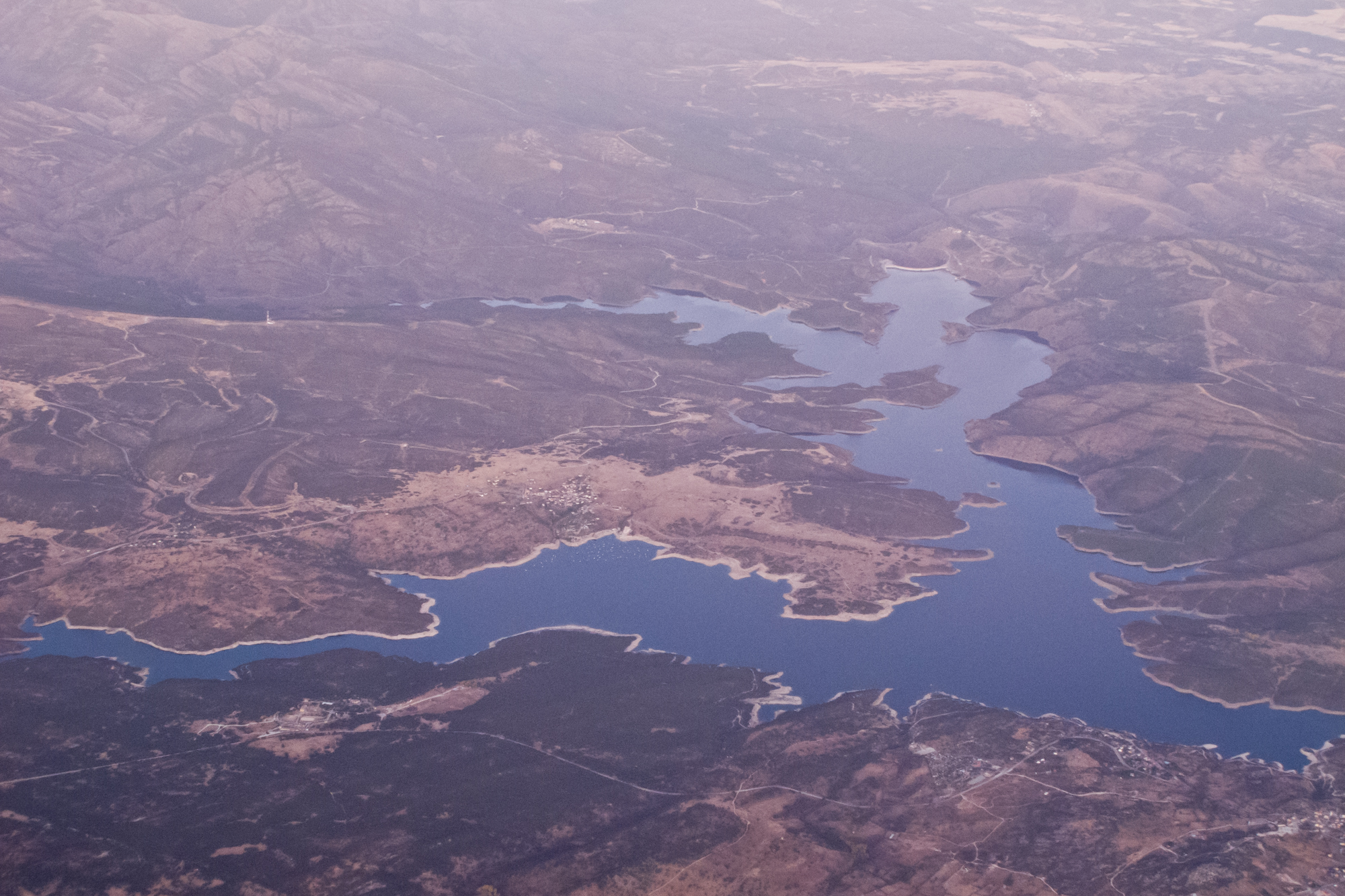
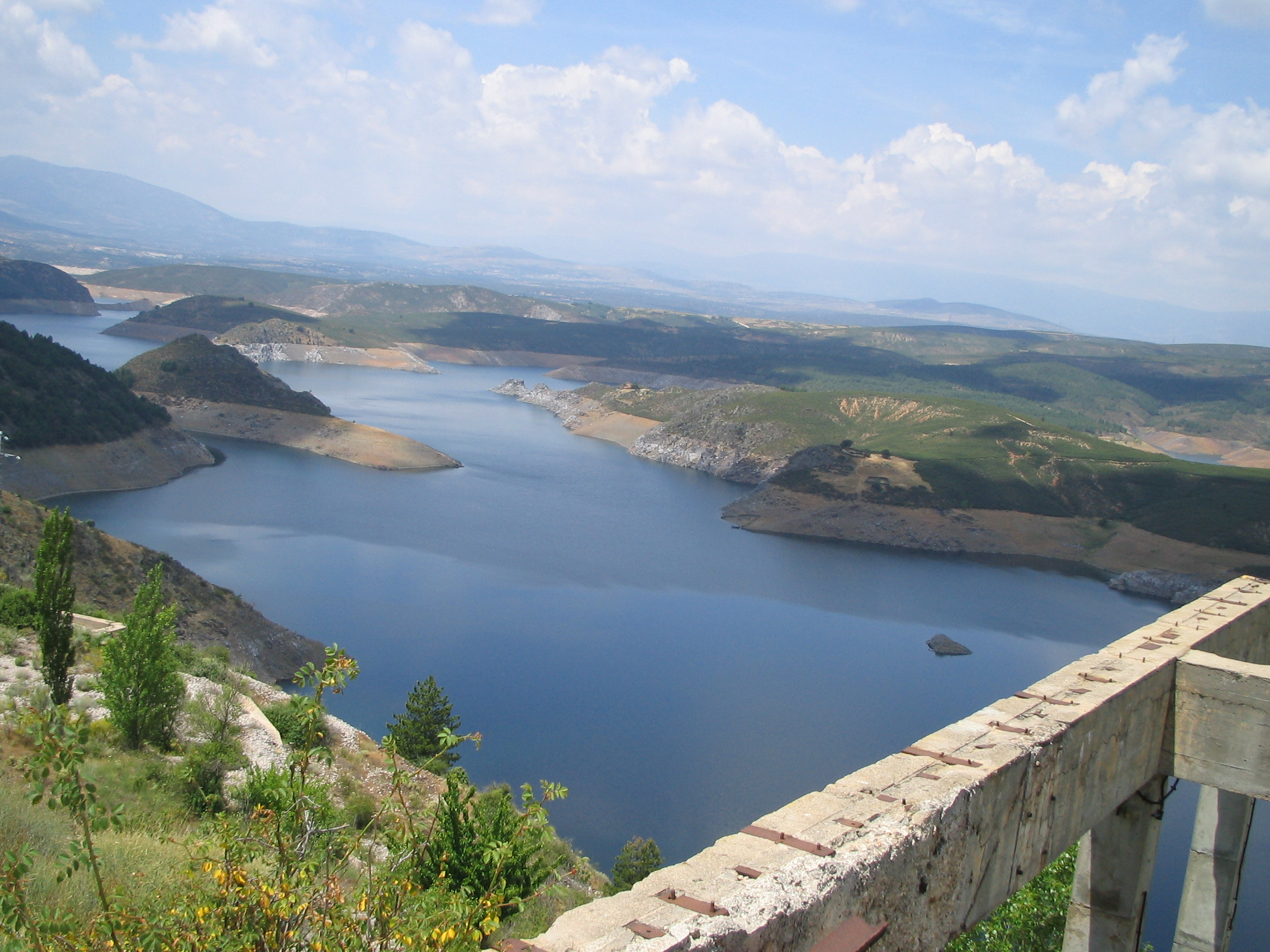
El Atazar Dam
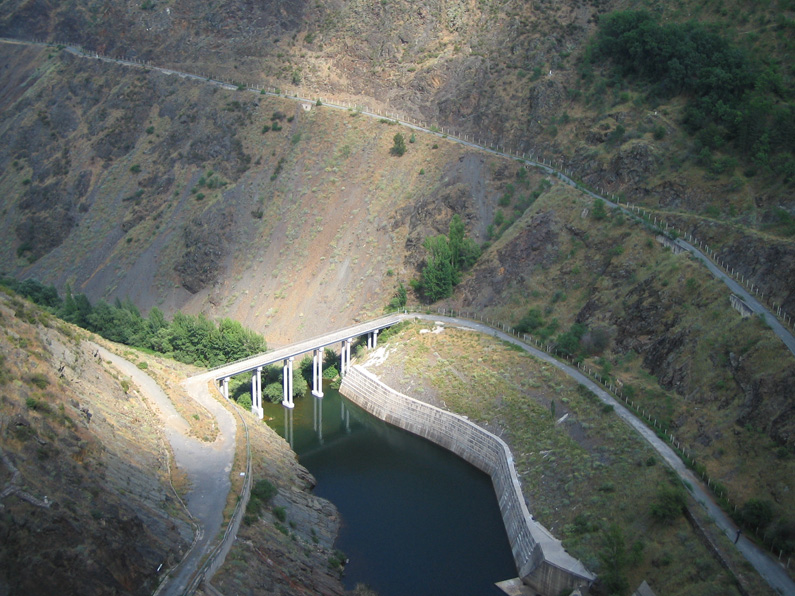
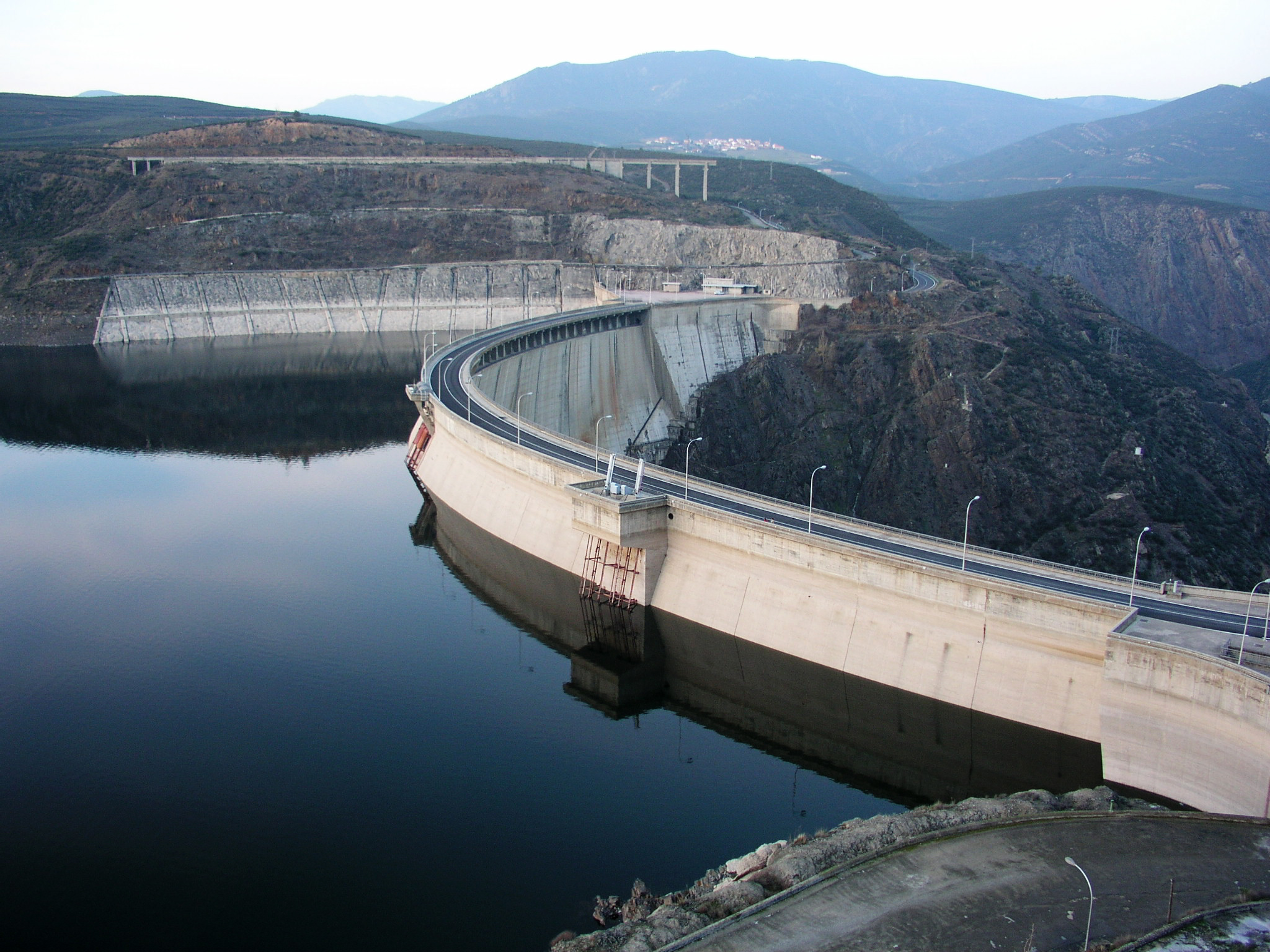
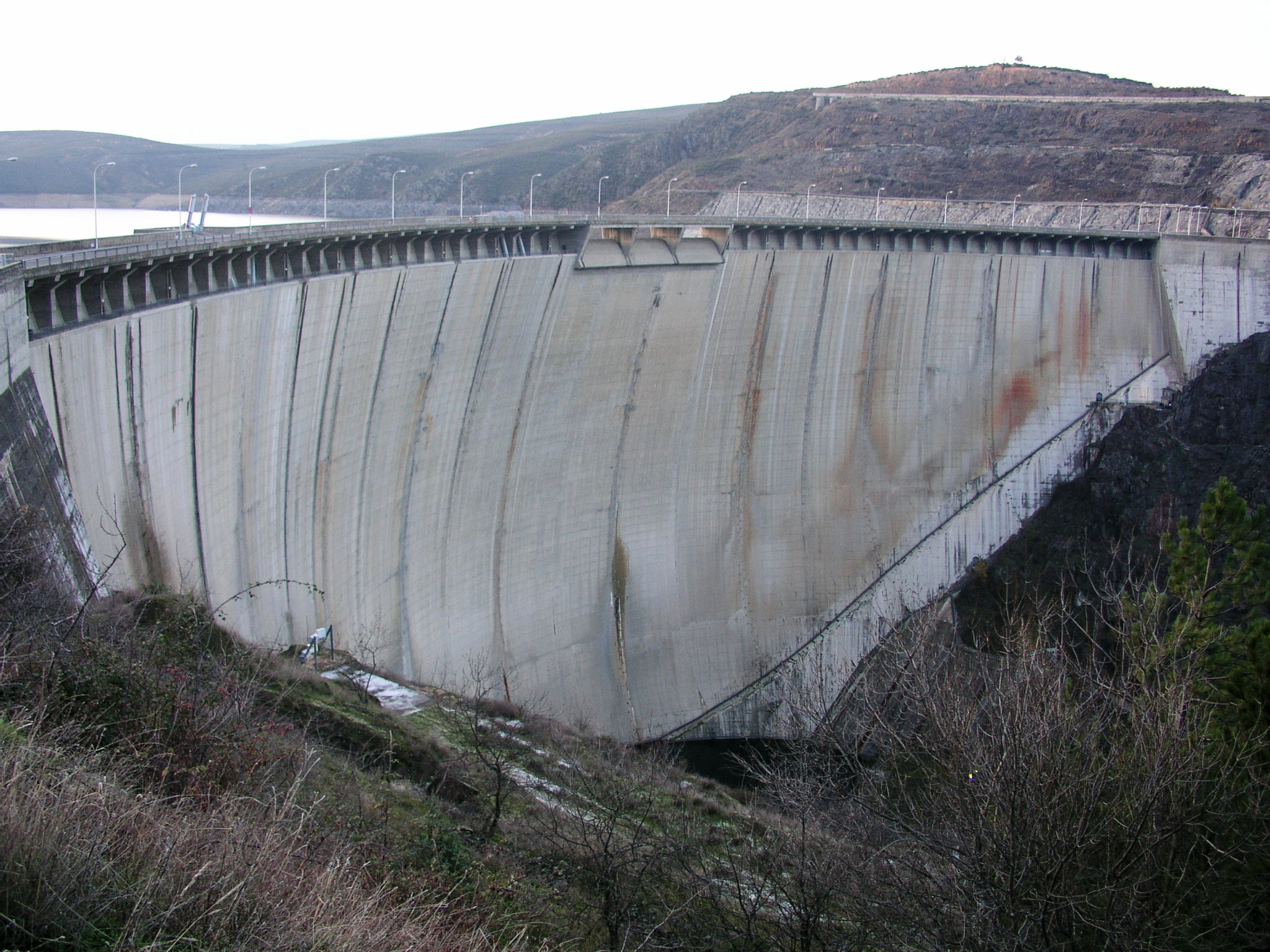